# Deltarune
Deltarune è un videogioco di ruolo pubblicato dal 2018 per Windows, macOS, PlayStation 4, PlayStation 5, Nintendo Switch e Nintendo Switch 2 sviluppato da Toby Fox e Temmie Chang.
Sebbene parte della serie di Undertale, non è da intendersi come un sequel diretto, come specificato dallo stesso Toby Fox, ma un gioco ambientato in un universo alternativo al primo.
L’intero gioco sarà composto in totale da sette capitoli, di cui solo quattro sono stati pubblicati: il primo è uscito il 31 ottobre 2018 per Windows e macOS e il 28 febbraio 2019 per PlayStation 4 e Nintendo Switch, il secondo è uscito il 17 (Windows, Mac) e il 23 settembre 2021 (PS4, Switch) e il terzo e il quarto sono usciti il tra il 4 e il 5 giugno 2025.

## Ambientazione
All'apparenza ambientato in un universo alternativo a Undertale, Deltarune presenta gli stessi personaggi ma non gli stessi eventi: in questo universo, i mostri vivono in superficie, ma non tutti hanno le stesse relazioni, età o interessi che avevano nel primo gioco, sebbene rimangano diverti reminiscenze: Undyne ha entrambi gli occhi e non conosce Alphys, i fiori prediletti di Asgore sono sistemati come le anime umane.
La parte centrale del gioco è però ambientata nel mondo oscuro (Dark World), una dimensione situata nel buio armadietto della scuola grazie alla "fontana oscura" e un mondo che bilancia il mondo della luce (Light World, la superficie) un equilibrio vitale per il pianeta e i suoi abitanti, i Lightner e i Darkner, che, se alterato, porterebbe al caos. Qualcuno sta minacciando tale equilibrio creando altre fontane in altre zone del mondo della luce circondate dal buio quali stanzini, portando agli oggetti al suo interno a diventare personaggi di un mondo pesantemente basato anch'esso sull'area del mondo della luce: quello che appare come uno stanzino pieno di giochi, diventa un mondo con prati di scacchiere e semi delle carte come soldati e cortigiani; la sala computer può diventare una fantascientifica cittadella informatica con mouse di riserva che diventano veri e propri topolini; e così via.

## Trama

### Capitolo 1 - The Beginning
Kris è un umano, fratello acquisito di Asriel Dreemurr e figlio adottivo di Toriel e Asgore Dreemurr, due mostri dalle sembianze caprine che svolgono rispettivamente il ruolo di insegnante e fioraio nella loro città, dove Kris è l'unico umano. Con Asriel che presto finirà il college, Kris attende impazientemente il suo ritorno con i suoi genitori, divorziati da un pezzo.
A scuola, la professoressa Alphys chiede agli studenti di fare un progetto di scienze in coppia, mettendo Kris in gruppo con Susie, la terrificante bulla della scuola. Quando la professoressa li manda a prendere un gessetto per la lavagna (poiché Susie aveva mangiato gli altri), i due vengono risucchiati nell'armadietto e vengono trasportati nel mondo oscuro.
I due, muniti di armi e armature, raggiungono un castello dove risiede l'incappucciato principe dell'oscurità: Ralsei. Ralsei racconta ai due di come l'equilibrio tra mondo oscuro e mondo della luce sia in pericolo dall'apparizione di più fontane oscure che rischiano di portare il mondo ad una caotica fine. Parla inoltre di una profezia che narra di tre eroi che riusciranno a portare l'equilibrio tra Luce ed Ombra: un umano, un mostro e un Principe dell'Oscurità. Ralsei, Kris e Susie, allora, si uniscono per sigillare la fontana, in quanto solo così Kris e Susie potranno tornare a casa.
Il loro tragitto è ostacolato da Lancer, il figlio del Re di Picche (King), guardiano della prima fontana anomala, intenzionato a fermare i tre eroi della profezia, riuscendo perfino a portare dalla propria parte Susie, stufa di stare con gli altri poiché trattenevano la sua indole violenta. Dopo uno scontro, tuttavia, Susie ritorna nel gruppo e a Lancer viene proposto di unirsi a loro per sconfiggere il Re. Lancer accetta, ma preoccupato che il padre possa distruggerli (o viceversa), li tradisce e li rinchiude nelle prigioni una volta giunti al castello. Inizialmente Susie, ferita ed infuriata per il tradimento, tenta di uccidere Lancer dopo essersi liberata; ma infine decide di rinunciarci, promettendo a Lancer di non uccidere il Re.
Dopo aver affrontato il duca Roulxs Kaard, il gruppo raggiunge la cima del castello e combatte contro il malvagio Re di Picche. Dalle parole di quest'ultimo emerge che la fontana oscura che i tre eroi devono chiudere è stata creata da un misterioso individuo chiamato "il Cavaliere Ruggente" (Roaring Knight). Avviene dunque uno scontro con il Re, il quale inizialmente sembra sconfitto e indebolito dal combattimento, e Ralsei, impietosito, lo cura; ma il Re rinvigorito attacca violentemente i tre, per poi accanirsi su Kris. Susie contrattacca per difenderlo, dimostrando di aver accettato vie meno bellicose e il Re viene sconfitto (il come dipenderà da come gli eroi hanno trattato i Darkner) e poi detronizzato da Lancer. Kris e Susie diventano finalmente amici e riescono a tornare a casa, non prima di aver visto il volto di Ralsei: un essere dalle sembianze caprine, molto identico ad Asriel.
Tornati a casa, Susie e Kris si ritrovano nella disordinata sala dei giochi della scuola, piena zeppa di giochi che ricordano l'avventura appena vissuta, ripromettendosi di ritornare da Ralsei e Lancer l'indomani. Durante la notte, Kris si sveglia all'improvviso e, uscito dal letto, estrae l'anima dal proprio petto e, dopo averla rinchiusa in una gabbietta, sguaina un coltello per poi sorridere malignamente.

### Capitolo 2 - A Cyber's World
Il giorno dopo, Toriel riprende Kris (la cui anima è tornata al proprio posto) di essersi sbaffato la torta nella notte, l'unico apparente crimine svolta ieri notte. Dopo la fine della scuola, Kris e Susie ritornano da Ralsei, che ha adibito il suo castello per ospitare i Darkner dello stanzino della scuola che Kris gli porta. Semmai troveranno altri mondi oscuri, dovranno portare i loro "abitanti" all'armadietto dopo aver sigillato la fontana.
Ralsei invita Kris e Susie ad alloggiare nel Dark World, ma quando scopre che dovrebbero fare un progetto di classe, li obbliga a tornare a casa, venendo seguiti a ruota da Lancer (che entra nella tasca di Kris). Kris e Susie si dirigono in libreria, dove dovrebbero trovarsi con dei compagni di classe: il nerd gigione Berdly e la timida Noelle (palesemente invaghita di Susie). Una volta entrati, però, trovano la sala computer oscurata e si rendono conto che essa è diventata un mondo oscuro. Al suo interno, i due trovano Noelle e Berdly nelle grinfie di una psicotica leader robotica: Regina (Queen); la quale vuole rendere i Lightner i suoi volontari sgherri e conquistare il mondo. Susie e Kris sono raggiunti da Ralsei e partono al salvataggio dei loro compagni di classe, per quanto Berdly abbia deciso di passare dalla parte di Queen.
Dopo una battaglia contro quest'ultimo, il gruppo si divide per esplorare la metropoli del Dark World e raggiungere il palazzo di Regina. Kris incontra Noelle nella città e quindi iniziano a percorrerla insieme, incontrando occasionalmente Regina nell'intento di cercare Noelle, con quest'ultima che si nasconde da essa. Da questo punto il gioco segue due possibili percorsi per poi unificarsi sul finale.

#### Percorso pacifista/neutrale
Kris e Noelle incontrano Berdly e lo affrontano. Dopo essersi riuniti con Susie e Ralsei ed essere arrivati al palazzo di Regina, quest'ultima costringe Noelle a tornare dalla sua parte, minacciando di fare male a Berdly. All'arrivo proprio quest'ultimo, Regina cattura comunque Noelle, mentre richiude Kris, Susie e Berdly nel suo palazzo. Rendendosi conto che Ralsei è ancora libero, lo obbliga a diventare uno dei suoi maggiordomi. Per evadere, Kris libera Lancer dalla sua tasca e questi libera sia lui che Susie e Berdly. Lancer però, non essendo nel suo mondo, non è compatibile in un mondo creato da altre fontane oscure e si pietrifica (lo stesso avviene con Roulxs, che lo aveva seguito). Mentre cercano Ralsei, Berdly ammette che non è il nerd intelligente che si vanta di essere e che è solo grazie a Noelle se è dove è adesso. Rincuorandolo, Berdly si convince a fare la cosa giusta e con Susie andrà poi a salvare Noelle.
Il piano di salvataggio si conclude in tragedia con prima Berdly e poi Noelle catturati dalla Regina, che rivela che vuole usare la volontà dei Lightners come Noelle, la "determinazione", per la conquista del mondo. Gli eroi la sconfiggono e quando essa tira fuori un gigantesco robot da combattimento, Berdly chiama a raccolta tutti gli alleati del capitolo per unire le forze con un proprio mecha di fortuna. Quando Regina sembra però averla vinta, Noelle le urla che mai e poi mai la seguirà nel suo piano e ciò spinge Regina a rinunciare. Berdly, anch'esso colpito, si scusa per il suo comportamento parassitario nei confronti suoi e quasi apre una propria fontana oscura che crei il mondo che aveva visionato originariamente per gli intelligentoni come loro, ma Ralsei lo ferma, spiegando che troppa oscurità nel mondo oscuro porterà al "il Ruggito" (The Roaring), un evento che causerà il risveglio di titani che trasformeranno i Darkner in pietra e, senza di loro, il mondo della luce cadrebbe nel buio eterno. Al sentire questi, Regina rinuncia immantinente al suo piano, dicendo che mirava solo a una (forzata) co-abitazione con i Lightner, non alla fine del mondo, e che il Cavaliere le aveva solo detto di mantenere aperta la fontana.

#### Percorso genocida (Snowgrave)
Se durante la parte di gioco con Noelle si congelano tutti i nemici nelle varie aree e si soddisferanno determinati requisiti si entrerà nella Snowgrave Route. L'atmosfera del gioco diventerà più inquietante (in modo simile al percorso genocida di Undertale) con i nemici che scapperanno dal giocatore. Più avanti si incontrerà Berdly, che verrà congelato da Noelle con un incantesimo chiamato ‘Snowgrave’, da cui il percorso ne prende il nome. Opera del anello comprato da Spamton, l’anello di spine. A differenza del percorso pacifista, Regina verrà sin da subito anticipata da Ralsei sul "Ruggito", e quindi lo scontro con lei non avverrà. Inoltre, la villa di Queen verrà conquistata da Spamton, menzionato prima; un fallito affarista che appare come boss e poi come boss segreto nel percorso pacifista, che farà da boss finale in questo percorso, combattuto in solitaria da Kris. Al ritorno nel mondo reale ci si potrà accorgere che Berdly non si sveglia, a differenza della fine del percorso pacifista, facendo intuire al giocatore che sia effettivamente incosciente.

#### Finale
Tornati al mondo della luce, tutti fanno ritorno a casa, ma Susie accompagna Kris (a portare il mondo oscuro della biblioteca a scuola, o a girare la città, o direttamente a casa sua) e Toriel le propone di dormire con loro. Lei accetta e insieme fanno anche una torta. Mentre Kris va in bagno, si toglie di nuovo l'anima dal corpo e la rinchiude nella credenza. Sfuggito dal controllo del giocatore, Kris esce dalla finestra del bagno e scompare per alcuni attimi, dopodiché rientra in bagno e rimette l'anima al suo posto.
Toriel intravede una figura aggirarsi intorno alla casa e nota che gli pneumatici della sua auto sono stati squarciati da delle coltellate. Preoccupata, attende che Kris e Susie si addormentino per chiamare la polizia.
Quando tutti dormono, Kris si toglie di nuovo l'anima dal petto, accende la TV, apre la porta di ingresso della casa e con il suo coltello apre uno squarcio nel pavimento e crea una fontana oscura. Dopo l'oscuramento totale dello schermo, si vede che nello schermo della TV appare un sorriso.

### Capitolo 3 - Late Night
Kris e Susie si risvegliano nel nuovo mondo oscuro creato dal ragazzo. Ralsei li raggiunge per chiudere la nuova fontana oscura, e discute con Susie per il fatto che, essendo un Darkner, lui non è un essere "reale", cosa che risulta inconcepibile per Susie. Improvvisamente i tre si ritrovano in uno show televisivo gestito da Mr. Ant Tenna, un Darkner nato dalla TV di Kris, che convince i tre eroi a partecipare al suo show "TV Time". Nello show, i partecipanti giocano ad un videogioco 8bit con loro come protagonisti, al termine del quale poi dovranno fare una sfida su un altro set a tema, quali uno show televisivo o un concerto rock. In base al punteggio ottenuto, Kris potrà usufruire dei premi presenti nelle sale della green room. Il Rango S (accessibile anche tramite un tombino nel rango Z o comprandolo) comprende un camerino e una sala in cui è possibile giocare al videogioco dello show non ritoccato.
Tenna è ben lieto di averli come ospiti, ripensando ai bei momenti vissuti con i Dreemurr, ma ben presto si accorgono che Tenna nasconde qualcosa. Oltrepassando una porta che Tenna impediva loro di aprire, trovano non solo la fontana oscura, ma anche Toriel, ancora addormentata e prigioniera di Tenna. Tenna afferma che la libererà solo se i tre eroi continueranno a partecipare al suo show. Quando loro rifiutano, Tenna perde completamente la testa e li accusa di fronte a tutti di aver barato. Sfuggiti al suo game show, gli eroi tentano la fuga, frattanto convincendo anche i collaboratori di Tenna a ribellarsi e stabilirsi al castello di Ralsei. 
Sconfitto Tenna, questi spiega che da quando i genitori di Kris hanno divorziato, nessuno a casa Dreemurr guarda più la TV, lasciandolo solo e timoroso di essere buttato via da un momento all'altro. Approfittando di ciò il Cavaliere gli ha promesso che avrebbe riavuto l'attenzione che voleva se avesse impedito gli eroi di chiudere la fontana. Susie interviene spiegando a Tenna che sa cosa si prova a sentirsi soli e inutili, e lo rassicura che troverà qualcun altro nel mondo della luce che abbia bisogno di una TV cosicché lui possa continuare a portare gioia e intrattenimento alle persone. Tenna si convince e libera Toriel, ancora addormentata, concedendo ai tre di chiudere la fontana. Furibondo, arriva il Cavaliere Ruggente in persona, che fa a pezzi Tenna e tenta di rapire Toriel. I tre eroi lo affrontano, ma vengono messi al tappeto (a prescindere dal risultato del combattimento, anche se vincendo è possibile ottenere un prezioso oggetto chiave e un'arma oscura). Proprio quando sembra la fine, interviene Undyne, agente di polizia che era andata a casa di Kris dopo aver ricevuto la chiamata di Toriel alla fine del capitolo precedente e caduta anche lei nel mondo oscuro. Il Cavaliere rapisce Undyne e fugge, inseguito da Kris e Susie, attraverso una grande porta che li rispedisce nel mondo della luce, fuori casa.
L'inseguimento continua fino ad un bunker nel bosco, all'interno del quale sembra esserci un'altra fontana. Il Cavaliere entra con Undyne e la porta si richiude alle sue spalle, rivelando una serratura elettronica apribile inserendo tre codici, ognuno dei quali è associato ad un simbolo (un pino, un distintivo di polizia e la Rune Delta, il simbolo della profezia e della casata reale di Undertale). Mentre Susie torna indietro per salvare Toriel, Kris (senza che il giocatore lo possa controllare) inserisce il codice e la porta si apre.

### Capitolo 4 - Prophecy
Kris e Susie chiudono la fontana in salotto (e riparano Tenna). Il giorno Toriel li invita ad andare in chiesa. Dopo aver fatto domande riguardo al bunker a diversi cittadini, i due arrivano alla conclusione che la madre di Noelle, la sindaca Carol Holiday, possa saperne qualcosa. Arrivati a casa di Noelle, Susie inizia a distrarla mentre Kris controlla in giro. Nella camera da letto della sorella di Noelle, December "Dess", Kris trova un codice all'interno di una chitarra, ma si strappa l'anima prima che il giocatore possa leggerlo. L'anima, controllata dal giocatore, entra nei condotti dell'aria della casa, beccando Kris al telefono con una persona sconosciuta, che discute le azioni del Cavaliere e gli dice di impedire a Susie di prendere la chitarra, aggiungendo che arriverà a breve. Kris però non riesce ad impedirlo, si rimette l'anima nel corpo e subito dopo Carol ritorna a casa e caccia Susie, che stava strimpellando con lo strumento mentre invitava Noelle al festival cittadino dell'indomani, poi saluta Kris con agghiacciante affetto.
Tornando in chiesa, Kris e Susie trovano all'interno un nuovo mondo oscuro. Preoccupati per Toriel (che dovrebbe essere alle prove del coro), i due entrano, ritrovandosi in un'immensa chiesa in cui è rappresentata la profezia per intero su diverse vetrate fluttuanti. Si riuniscono con Ralsei e si mettono in cerca del Cavaliere, che ha tagliato la via al suo covo. Nel loro cammino, incappano in una vecchia tartaruga che si rivela essere un Lightner, denominato "il vecchio". Mentendogli che questo è un sogno, gli eroi si fanno accompagnare dal vecchio, che tra una tiritera e l'altra, riesce ad aumentare la fiducia e autostima di Susie in sé stessa e infine le chiederà di portare una lettera a qualcuno nel mondo della luce. Raggiunto il covo del Cavaliere, gli eroi chiudono la fontana e tutto sembra essere risolto, ma una volta fuori, solo l'atrio si rivela ripulita dall'oscurità, mentre la sala principale (chiusa con un codice) contiene un altro modo oscuro. Cercando in giro la combinazione per sbloccare il lucchetto, Susie scopre nell'ufficio del pastore Alvin, la polvere e il martello di suo padre Gerson: il vecchio altri non era che la manifestazione di un mostro deceduto. Non trovando altra scelta, Susie decide di aprire una propria fontana, ricreare il mondo oscuro che hanno appena chiuso e interrogare il vecchio sulla chiave. Seguendo le indicazioni date anzitempo da Regina e usando il coltello di Kris, Susie apre una fontana. Il mondo oscuro da lei creato è però diverso: Ralsei infatti spiegherà che il mondo oscuro riflette in parte il cuore di colui che lo apre, per tanto, anche se aperto nello stesso punto, il mondo oscuro risulta diverso anche nei personaggi (difatti persone pietrificate nel primo mondo sono ora libere nel secondo e viceversa), per cui ricontattare il vecchio è impossibile. In un breve impeto d'ira, Susie domanda come mai Ralsei non glielo ha detto e lui spiega che non ha nemmeno rivelato la fine della profezia e che preferirebbe portare questo altri fardelli da solo piuttosto che preoccuparli. Susie lo conforta, dicendogli che non dovrebbe imbottigliare tutta la sua negatività, ma se proprio non vuole che leggano il finale, allora non lo faranno.
Prima di richiudere la fontana, un Darkner rivela di sapere la combinazione e grazie ad essa, gli eroi raggiungono il salone principale della chiesa ancora oscurato, ma è troppo tardi. Il Cavaliere crea una seconda fontana e, come detto da Ralsei, la troppo oscurità causa il risveglio di uno dei Titani del Ruggito. Gli eroi fanno il possibile per fermarlo e grazie all'aiuto del vecchio giunto in loro soccorso, riescono ad abbatterlo, permettendo a Kris di sigillare la fontana da cui è emerso. Cercando il vecchio per ringraziarlo, però, Susie legge il finale della profezia. Prima che Kris possa farlo, spacca la vetrata, per poi rassicurare Ralsei che non permetterà che "ciò" accada.
Con il Cavaliere sparito, Kris e Susie chiudono la fontana, ma realizzano che la chiesa è vuota. Tornando alla casa di Kris, i due trovano Toriel ubriaca a ballare con Sans. Nel vederla, Susie si sente a disagio e si avvia verso casa sua, mentre Kris se ne torna in camera sua, apparentemente arrabbiato per aver rischiato la vita pensando di salvare sua madre mentre quest'ultima si ubriacava. Andato a letto (e rinchiusa l'anima nella gabbietta), Kris continua a sentire Toriel e Sans che ballano, fino a che non sente la voce di Susie, presumibilmente tornata per sgridarli. In seguito la sente di nuovo mentre si ripromette che non permetterà al finale della profezia di avverarsi. Prima che Kris possa formulare un pensiero al riguardo, dal suo telefono, il misterioso contatto di prima gli intima di non scordarsi del promessa che gli ha fatto.

#### Percorso alternativo
La trama procede in modo simile, ma con variazioni significative nella sezione a casa di Noelle; questo percorso si manifesta solo se è stata completata la strada genocida/Snowgrave nel Capitolo 2.
A casa di Noelle, Kris si strappa l'anima dal corpo, ma anziché andare in cucina, si ritrova con Noelle nella sua Stanza per parlare degli eventi accaduti nel Capitolo 2, durante il percorso genocida. La ragazza ha infatti sviluppato un vero e proprio trauma, pensando di aver sognato un devastante massacro a sua opera su ordine di Kris. L'anima riesce a tornare dentro Kris, e facendolo parlare con "una voce diversa dalla sua" (si suppone proprio la voce del giocatore), lo costringe ad avanzare verso Noelle e a forzarla a rimetterle l'anello magico (dotato di spine che feriscono chi lo porta) tramite il quale ha compiuto le magie di ghiaccio con cui ha sterminato i mostri del Cyber World. Ciò le provoca una ferita fisica non indifferente, e un punto di non ritorno sia per il giocatore sia per la sanità mentale di Noelle, che a seguito di questo non si farà più vedere per il resto del Capitolo.
Kris, a seguito della cosa, corre in bagno e si strappa l'anima dal corpo, per poi lanciarla in un bidone per prenderla brutalmente a calci, procurando ferite gravi sia ad essa che ai suoi HP, per poi uscire dalla casa di Noelle su consiglio di Carol.
Il resto del Capitolo si svolge in maniera quasi del tutto identica, con poche differenze, e un finale però diverso: Kris riceve una chiamata da Carol, anziché dalla voce misteriosa; Carol chiede a Kris di vedere Noelle l'indomani al festival paesano, in quanto la ragazza ha intenzione di parlargli.

## Modalità di gioco
Come Undertale, Deltarune è un gioco di ruolo con una prospettiva dall'alto. Il giocatore controlla direttamente un umano di nome Kris, ma può anche selezionare azioni per altri personaggi nel gioco. Analogamente a Undertale, Deltarune include enigmi e sezioni bullethell in cui il giocatore deve muovere un cuore in un'area in scatola evitando gli attacchi.  Il sistema di incontri casuali di Undertale è stato rimosso; i giocatori ora possono vedere i nemici direttamente sul campo, consentendo la possibilità di evitarli.
Il combattimento è a turni. I giocatori possono scegliere tra una serie di azioni ogni turno come combattere, agire, risparmiare, usare un oggetto o difendere, che riduce il danno in arrivo. Sfiorare gli attacchi senza toccarli aumenta l'indicatore dei punti di tensione (TP), che consente ai membri del gruppo di usare gli incantesimi. Ad esempio, Ralsei può calmare i nemici cantando per farli addormentare. Quando i punti ferita di un membro del gruppo raggiungono lo 0, esso non sarà più in grado di combattere. I punti vita dei membri del party abbattuti si rigenereranno automaticamente fino a raggiungere 1, ma possono essere ripristinati con incantesimi od oggetti.
Sebbene l'obiettivo del gioco sia implicitamente evitare combattimenti e risparmiare mostri, questo è reso difficile dal fatto che Susie, che inizialmente non è controllata dal giocatore, attacca i nemici piuttosto che risparmiarli: pertanto il giocatore può avvertire i nemici dell'attacco di Susie con un comando apposito, se non desidera che vengano annientati.

## Sviluppo
Toby Fox, il creatore di Deltarune, ha affermato che la creazione e lo sviluppo del gioco è stata più difficile rispetto a Undertale per via di varie difficoltà, come la grafica e i sistemi di giochi molto complessi, la presenza di molti personaggi che rende la trama difficile da scrivere, e dei dolori al polso e alle mani che gli hanno causato alcuni disturbi durante il lavoro. Per festeggiare il quinto anniversario di Undertale, Fox ha pubblicato due musiche inedite ed alcuni bozzetti del Capitolo 2, uscito il 18 settembre 2021.
Lo sviluppatore Toby Fox ha inizialmente dichiarato che il terzo, il quarto e il quinto capitolo sarebbero usciti contemporaneamente a data indefinita. L'anno successivo, sul sito ufficiale di Deltarune, Toby Fox afferma che il gioco non sarebbe stato pubblicato nel 2022, ma che comunque lo sviluppo stesse procedendo bene, dicendo inoltre di aver appena finito di lavorare con il suo nuovo team ai capitoli 3 e 4, e di come stia venendo ultimato il quinto, mostrando schermate tratte dal gioco e rivelando nuove soundtrack ufficiali. Annuncia inoltre, in occasione del sesto anniversario di Undertale, la lotteria in tempo reale Spamton Sweepstakes, il cui denaro racimolato sarebbe andato in beneficenza all'ente Child's Play per i bambini malati. Successivamente ha dichiarato che, a causa del ritardo nella programmazione del quinto capitolo, avrebbe fatto rilasciare in contemporanea solo il terzo e il quarto capitolo. Il 31 ottobre 2024 Fox ha confermato che la distribuzione dei capitoli 3 e 4 avverrà nel corso del 2025. Nel corso del Nintendo Direct del 2 aprile 2025 è stato dichiarato che i due capitoli verranno pubblicati il successivo 5 giugno. In seguito, ha anticipato la data di pubblicazione in Nord America ed Europa al 4 giugno, tranne per la versione per Nintendo Switch 2.

## Distribuzione
Inizialmente il primo capitolo del gioco è stato distribuito su PC gratuitamente, contenuto in una cartella di nome Survey Program, il 30 ottobre del 2018. Nel Nintendo Direct del 13 febbraio del 2019, Nintendo ha rivelato che il 28 febbraio Deltarune sarebbe arrivato su Nintendo Switch. Il primo e il secondo capitolo sono disponibili gratuitamente sul Nintendo E-Shop (diversamente dai prossimi capitoli che saranno a pagamento).

## Accoglienza

### Capitolo 1
Il primo capitolo di Deltarune è stato spesso paragonato ad Undertale. Jason Schreier di Kotaku e Dominic Tarason di Rock, Paper, Shotgun lo hanno considerato un miglioramento. Schreier ha elogiato i perfezionamenti delle caratteristiche di Undertale, definendolo "un ritorno rinfrescante"; Tarason ha affermato che Deltarune è "una produzione a più alto budget".  Sebbene Mitchell Parton di Nintendo World Report abbia affermato che Deltarune "non cambia in modo significativo la formula", lo ha comunque complessivamente apprezzato.  Mitch Vogel di Nintendo Life si è mostrato meno convinto, essendo deluso dal fatto che dopo quanto fosse "fresco" Undertale alla sua uscita, Deltarune ha finito per essere "solo" più o meno lo stesso".
Una quantità significativa di elogi è stata rivolta alla musica. Parton l'ha descritta come "emozionale e solida " ed ha espresso sorpresa per il fatto che fosse composta da una sola persona. Adam Luhrs di RPGFan ha elogiato l'"uso intelligente dei leitmotif" di Toby, ritenendo che fossero ben incorporati nella storia di Deltarune.  Michael Higham di Gamespot ha sottolineato le somiglianze tra Deltarune e la musica di Undertale, dichiarando che fossero "richiami per ricordarti che questi due mondi sono in qualche modo legati tra loro".
Il gruppo musicale di videogiochi Materia Collective ha pubblicato la colonna sonora ufficiale di 40 tracce, composta da Toby Fox e con la compositrice Laura Shigihara nel singolo best seller Don't Forget. Fangamer ha pubblicato un disco in vinile da 1 LP l'11 luglio 2019.

#### Premi e candidature
| Anno | Premio                        | Risultato   | Fonte  |
| ---- | ----------------------------- | ----------- | ------ |
| 2018 | MAGFest People's Choice Award | Candidato/a | [ 25 ] |

### Capitolo 2
Su Metacritic, anche il secondo capitolo è stato accolto caldamente dal pubblico, con un voto medio di 8.6. Anche la critica ha apprezzato il Capitolo 2, infatti l'aggregatore OpenCritic registra l'apprezzamento del 78% dei critici e delle testate specializzate. Nintendo Life ha espresso una valutazione di 8/10, esprimendo di come il gioco "stia lottando per avere una propria identità", apprezzando però il ritorno di vari elementi che "hanno reso il suo predecessore così piacevolmente sorprendente". All'uscita, il capitolo contava oltre 100.000 giocatori in contemporanea, superando il record di Undertale e di altri giochi noti.